# Pieni Ritojärvi
Pieni Ritojärvi är en sjö i kommunen Lieksa i landskapet Norra Karelen i Finland. Sjön ligger 182,4 meter över havet. Den är 15,5 meter djup. Arean är 50 hektar och strandlinjen är 5,11 kilometer lång. Sjön  ingår i Vuoksens huvudavrinningsområde.   Den ligger omkring 74 kilometer nordöst om Joensuu.